# Andromáhi Dimitropúlu
Andromáhi Dimitropúlu (görögül: Ανδρομάχη Δημητροπούλου, művésznevén: Andromache) (Mannheim, 1994. november 12. – ) görög énekesnő. Ő képviseli Ciprust a 2022-es Eurovíziós Dalfesztiválon Torinóban.

## Magánélete
Az énekesnő Németországban született. Athénban német filológia szakon tanult.

## Pályafutása
2015-ben jelentkezett a The Voice görög változatának második évadába, ahol a második élő adásig jutott, majd kiesett. Mestere Michalis Kouinelis volt.
2022. március 9-én a ciprusi közszolgálati televízió (CyBC) bejelentette, hogy az énekesnő képviseli Ciprust a következő Eurovíziós Dalfesztiválon. Versenydalát, az Elát ugyanezen a napon mutatták be a Panik Records weboldalán. Érdekesség, hogy a dalszöveg tartalmaz görög nyelvű szöveget, így az ország 2013-as versenydala óta ez lesz az első alkalom, hogy anyanyelvi dalt küldenek.

## Diszkográfia

### Kislemezek
- To feggari (2017)
- Den boro (2018)
- Den se dialeksa (2018)
- Na'soun psema (2019)
- S'agapo (2020)
- Thalassaki (2020)
- Vasano mou (2021)
- Ela (2022)